# 阿韦尔图拉
阿韦尔图拉，是西班牙埃斯特雷马杜拉卡塞雷斯省的一个市镇。总面积63平方公里，总人口502人（2001年），人口密度8人/平方公里。